# Rhabdotalebra jamaicensis
Rhabdotalebra jamaicensis är en insektsart som beskrevs av Young 1957. Rhabdotalebra jamaicensis ingår i släktet Rhabdotalebra och familjen dvärgstritar.
Artens utbredningsområde är Jamaica. Inga underarter finns listade i Catalogue of Life.